# 罗特县
罗特县（德語：Landkreis Roth）是德国巴伐利亚州的一个县，隶属于中弗兰肯行政区，首府罗特。

## 華語譯名
由於兩岸對於德國行政區「Landkreis」翻譯的不同，台灣譯為「羅特郡」；中國大陸譯為「罗特县」。

## 地理
罗特县北面与菲尔特县、施瓦巴赫市、纽伦堡市和纽伦堡兰县，东面与诺伊马克特县，南面与艾希施泰特县和魏森堡-贡岑豪森县，西面与安斯巴赫县相邻。